# 감각박탈
감각박탈(感覺剝奪, sensory deprivation) 또는 지각결손(知覺缺損, perceptual isolation)은 하나 이상의 감각에서 자극 (생리학)을 의도적으로 줄이거나 제거하는 것이다. 눈가리개나 후드, 귀마개 등의 간단한 장치는 시각과 청각을 차단할 수 있는 반면, 보다 복잡한 장치는 후각, 촉각, 미각, 열감각, 어느 쪽으로 내려가는지 아는 능력도 차단할 수 있다. 감각박탈은 다양한 대체의학 및 심리실험(예: 감각 차단 탱크 사용)에 사용되었다. 감각이 상실되면 뇌는 환각의 형태로 감각을 회복하려고 시도한다.
감각박탈의 단기적 세션은 편안하고 명상에 도움이 되는 것으로 설명된다. 그러나 확장되거나 강제된 감각박탈은 극심한 불안, 환각, 망상 및 우울증을 초래할 수 있다.
관련된 현상 (철학)으로는 간츠펠트 효과(Ganzfeld effect)라고도 불리는 지각결손이 있다. 이 경우 자극을 제거하려고 시도하는 대신 일정하고 균일한 자극이 사용된다. 이는 감각박탈과 유사한 효과를 가져온다.
감각박탈 기법은 NATO 내 일부 군대에서 국제 조약 의무에 따라 수감자를 심문하는 수단으로 개발되었다. 유럽인권법원은 북아일랜드에서 영국군이 5가지 기술을 사용한 것은 비인도적이고 굴욕적인 대우에 해당한다고 판결했다. 관타나모만 수용소 등 감옥에서도 사용됐다.

## 같이 보기
- 상태 개조
- 아포페니아
- 프린지 (드라마)
- 미국의 비윤리적 인체 실험
- THX 1138